# Spiel des Zufalls
Spiel des Zufalls. Eine Geschichte in 2 Teilen (engl. Chance) ist ein Roman des englischen Schriftstellers Joseph Conrad. Er erschien 1913. Mit diesem Buch gelang ihm der internationale Durchbruch und finanzielle Sicherheit. Fast zwanzig Jahre war Conrad auf Mäzene zusätzlich zu seinen Einnahmen aus den weltliterarisch bedeutsameren Romanen und Erzählungen, die er zuvor veröffentlicht hatte, angewiesen.

## Die Erzählung
Der Roman ist in zwei Teile gegliedert, so wie es der Untertitel bereits ankündigt. Das Besondere ist die raffinierte Erzählweise. Conrad entfaltet hier in höchster Perfektion seine schon aus Lord Jim bekannte Standpunkttechnik. Kapitän Marlow (bekannt aus Herz der Finsternis, Lord Jim und Jugend) schildert – aus der Perspektive einer zufälligen Ferienbekanntschaft – das Schicksal von Flora de Barral. Dem Leser bleibt es überlassen, die Zusammenhänge zwischen den Ereignissen herzustellen. Als die Heldin Kapitän Roderick Anthony kennenlernt, keimt im Leser die Hoffnung auf, dass die beiden – trotz aller Bedenken ihrer Umgebung – miteinander glücklich werden können. 
Aus all den Ereignissen des ersten Teils entwickelt sich jedoch erst im zweiten Teil der innere Konflikt des Romans und das „Thema vom schrankenlosen Walten des Zufalls im Leben der Menschen“.

## Handlung
1. Teil: Der Vater der jungen Flora de Barral ist der berüchtigte Finanzbetrüger Smith de Barral. Als er Bankrott macht, muss er ins Schuldgefängnis. Flora ist gesellschaftlich isoliert und spielt mit dem Gedanken, sich das Leben zu nehmen. Als sie jedoch den einsamen und verschlossenen Kapitän Roderick Anthony kennenlernt, der ihr viel Liebe und Hinwendung zuteilwerden lässt, scheint ihr Leben wieder eine positive Wendung zu nehmen. Konservative bürgerliche Verwandte äußern große Bedenken, als Flora beschließt, Kapitän Anthony nach London und schließlich auf sein Schiff „Ferndale“ zu folgen. Aber sowohl Flora als auch Kapitän Anthony schlagen alle Warnungen stolz in den Wind und nehmen Floras Vater mit.
2. Teil: Auch hier ist Marlow der Erzähler. Er schildert die Ereignisse aus den Erinnerungen von Charles Powell, des jüngsten Schiffsoffiziers.
Nun erst entsteht der innere Konflikt des Romans. Kleine Missverständnisse, die an Land sogar oft ein wenig komisch wirkten, wachsen sich zu tragischen Konflikten aus. Flora kann sich nicht von ihrer Vorgeschichte lösen. Die Schiffsbesatzung beäugt Flora misstrauisch, weil sie der Meinung ist, Kapitän Anthony habe sein Schiff verraten, weil Flora ihn verhext habe. Floras Vater betrachtet seine Tochter als persönliches Eigentum, was auch nicht zur Entspannung der Situation beiträgt. Über all den Konflikten verlieren Flora und Roderick Anthony beinahe die „Chance“ ihrer Liebe aus den Augen – bis ihnen ein nächtlicher Zufall die Augen öffnet. Der alte Barral hat versucht, Kapitän Anthony zu vergiften. Aber Roderick Anthony überlebt – und Floras Vater richtet sich selbst. Erst jetzt können Flora und Roderick sich voll und ganz zueinander bekennen.

## Deutsche Übersetzungen
Im Verlag S. Fischer erschien der Roman 1926 zusammen mit drei anderen Werken als Beginn der ersten Gesamtausgabe in der Übersetzung von Ernst Wolfgang Freissler. 1984 bildete er den Abschluss der zweiten Gesamtausgabe der Werke Conrads in Neuübersetzungen (hier von Fritz Lorch). In der DDR erschien bereits 1974 im Aufbau-Verlag eine Übertragung von Lore Krüger.

## Ausgaben
- Joseph Conrad: Spiel des Zufalls. Eine Geschichte in 2 Teilen. S. Fischer, Frankfurt/Main 1984, ISBN 3-10-011325-X.
- Joseph Conrad: Spiel des Zufalls. Aufbau-Taschenbuchverlag, Berlin 1991, ISBN 3-7466-0083-9.
- Joseph Conrad: Chance. A tale in two parts. OUP, Oxford 2002, ISBN 0-19-280174-0.